# Джин-Марк Валлі
Жан-Марк Валлі (9 березня 1963 , Монреаль, Квебек, Канада  — 25 грудня 2021 , Berthier-sur-Merd, Квебек, Канада ) — канадський режисер, монтажер і сценарист. Після вивчення кіно в Університеті Квебека в Монреалі Валлі продовжив знімати низку короткометражних фільмів, які отримали схвалення критиків, у тому числі «Стереотипи» (1991), «Чарівні краси» (1995) та «Чарівні мотилі» (1998).
Його дебютний фільм «Чорний список» (1995) був номінований на дев'ять премій Геній, включаючи режисуру та монтаж. Його четвертий повнометражний фільм, CRAZY (2005), отримав подальше визнання критиків і мав фінансовий успіх. Наступний фільм Валлі, «Молода Вікторія» (2009), отримав високі відгуки та отримав три номінації на премію « Оскар», а його шостий фільм « Кафе де Флор» (2011) став найбільш номінованим фільмом на 32-й церемонії вручення премії Genie Awards. Наступні фільми Валлі, американські драми « Далласський клуб покупців» (2013) і «Дика» (2014), продовжили це визнання, і перший приніс йому номінацію на премію « Оскар» за найкращий монтаж фільму. Він був членом Академії кінематографічних мистецтв і наук у відділенні режисера з 2014 року до своєї смерті в 2021 році
Валлі продюсував та був режисером двох проєктів на телебаченні для HBO, зокрема, драматичного серіалу « Велика маленька брехня» (2017) і міні-серіалу-трилера « Гострі предмети» (2018). Для першого він здобув премію «Еммі» за видатну режисуру для обмеженого серіалу, фільму або драматичного випуску.

## Раннє життя
Валлі народився 1963 року та виріс у Монреалі, Квебек. Він був однією з чотирьох дітей. Вивчав кінорежисерство в коледжі Ахунсік і Квебекському університеті в Монреалі.

## Кар'єра

### Рання робота
Найдавніші відомі роботи Валлі включають п'ять музичних відео, написаних та знятих у серпні 1985 року Музичні відео були частиною проєкту Les Productions Perfo 30 зі створення 30 музичних відео за 30 днів із загальним бюджетом не більше 50 000 канадських доларів (CAD). Les Productions Perfo 30 була заснована раніше того ж року, у травні 1985 року Андре Фортеном, Мартіном-Еріком Веллеттом та Мартіном Сен-П'єром, і завершила виробництво 32 музичних кліпів, усі знятих у серпні, з монтажем у вересні та жовтні. Валлі був одним із чотирьох режисерів (разом із Фортеном, Веллеттом та Клодом Грегуаром), які керували режисерськими обов'язками. Його музичні кліпи включали Wild Touch My Chick Is In My Bed, Glockenspiel's Odeline, Park Avenue Don't Talk To Strangers, Angel's Angel's Evolution і New News The Splice Of Life. Прем'єра музичних відео відбулася в театрі Spectrum в Монреалі 1 листопада 1985 року для обмеженого показу в пресі, а потім офіційно 9 листопада 1985 року для широкої публіки. Пізніше музичні відео показали на канадському телебаченні через MuchMusic.
У 1990-х роках Валлі зняв низку короткометражних фільмів, які викликали значний інтерес кінокритиків. У 1991 році «Стереотипи», фантастична комедія, натхненна деякими американськими класичними фільмами, отримала численні нагороди на кількох подіях, включаючи найкращу перспективну режисуру за фільм «Валле» на Rendez-vous du cinéma québécois .
Пізніше Джин-Марк Валлі взяв особистіший та більш автобіографічний тон у фільмах «Чарівні квіти» (Les Fleurs magiques) (1995) і « Чарівні слова» (Les Mots magiques) (1998), які були нагороджені у номінації, відповідно, найкращим короткометражним фільмом на 16-й церемонії вручення премії Genie та 1-й премії Jutra Awards, в якій режисер досліджував стосунки між батьком і сином.
Валлі дебютував у повнометражному фільмі в 1995 році у фільмі Liste noire (Чорний список), який того року став найкасовішим фільмом у Квебеку і отримав дев'ять номінацій на премію Genie, включаючи найкращий фільм і найкраще досягнення в режисурі. Після цього успіху Валлі переїхав до Лос-Анджелеса, де зняв «Лос Локос» (1998), вестерн-фільм за сценарієм Маріо Ван Піблза і його головну роль, а також « Невдаха кохання» (1999). Після цих двох малобюджетних постановок він зняв два епізоди телевізійного серіалу «Таємні пригоди Жуля Верна» (2000).

### C.R.A.Z.Y.
У середині 1990-х років Валлі готував C.R.A.Z.Y. за сценарієм, натхненним його власною молодістю та його співавтором Франсуа Буле. Джин-Марк Валлі хотів знімати фільм у Сполучених Штатах, але його друг Мішель Коте, який також знявся у « Чорному списку», переконав його знімати в Квебеку. Після десяти років у виробництві, CRAZY нарешті вийшов у 2005 році і став одним із найуспішніших фільмів в історії Квебеку, як у фінансовому, так і в критичному плані.
У ньому розповідається про Закарі Больє, молодого чоловіка, який боровся з гомофобією та гетеросексизмом, коли ріс із чотирма братами та консервативним батьком у Квебеку 1960-х і 1970-х років. Роль Закарі Больє зіграв Марк-Андре Гронден, а Мішель Коте та Даніель Пру зіграли батьків Закарі. Світова прем'єра CRAZY відбулася на Міжнародному кінофестивалі в Торонто 2005 року і була нагороджена в номінації найкращий канадський повнометражний фільм. Фільм отримав одностайну оцінку кінокритиків, а вебсайт-агрегатор фільмів Rotten Tomatoes дав фільму 100 % рейтинг «Certified Fresh» на основі відгуків 17 критиків. Він отримав кілька нагород, у тому числі одинадцять премій Genie Awards і тринадцять премій Jutra Awards . CRAZY також був обраний як офіційна заявка Канади на премію Оскар 2005 року за найкращий фільм іноземною мовою.

### Молода Вікторія
Після успіху CRAZY Грем Кінг та Мартін Скорсезе найняли Жана-Марка Валлі для режисури історичної драми «Молода Вікторія». Сценарист Джуліана Феллоуза, зосередив головну увагу у фільмі на ранньому житті та правлінні королеви Вікторії, а також її шлюбі з принцом Альбертом Саксен-Кобург-Готським. У фільмі зіграли Емілі Блант, Руперт Френд, Пол Беттані, Міранда Річардсон та Джим Бродбент серед великого акторського складу. Критика в цілому була позитивною, і фільм був номінований на три премії Оскар, здобувши премію Оскар 2009 року за найкращий дизайн костюмів.

### Кафе де Флор
У 2011 році Джин-Марк Валлі написав, режисував та редагував Café de Flore, історію кохання, яка пов'язує чоловіка і жінку, що живуть у сучасному Монреалі, з матір'ю та її сином у Парижі 1960-х років. У фільмі зіграли французька поп-зірка Ванесса Параді та актори з Квебеку Кевін Парент, Елен Флоран та Евелін Брошу . Він отримав загалом позитивні відгуки від канадських кінокритиків і отримав тринадцять номінацій на 32 — й церемонії вручення премії Genie Awards .

### Далласський клуб покупців
У наступному фільмі Валлі, «Далласський клуб покупців», головні ролі зняли Меттью Мак-Конагей, Джаред Лето та Дженніфер Гарнер. Фільм оснований на реальній історії Рона Вудруфа, техаського електрика з діагнозом СНІД і якому залишилося жити 30 днів, який почав контрабандою провозити ліки альтернативної медицини та ще не схвалені ліки в Сполучених Штатах, щоб допомогти собі та іншим хворим на СНІД.
Фільм вийшов 2013 року і отримав схвалення критиків, приніс Метью Мак-Конагею премію « Золотий глобус» за найкращу чоловічу роль, а Джареду Лето — премію «Золотий глобус» за найкращу чоловічу роль другого плану. Фільм був номінований на шість премій «Оскар», включаючи найкращий фільм і найкращий оригінальний сценарій, а також отримав нагороди за найкращу чоловічу роль за Мак-Конагей та найкращу чоловічу роль другого плану — Джареду Лето. Валле також був номінований на премію Оскар за найкращий монтаж фільму під псевдонімом Джон МакМерфі.

### Дикийізнесення
Прем'єра фільму Валлі «Дика» з Різ Візерспун у головній ролі відбулася 29 серпня 2014 року на кінофестивалі в Телбюрайді, а також був представлений на Міжнародному кінофестивалі в Торонто 8 вересня та на кінофестивалі в Сан-Дієго 24 вересня Він вийшов у Північній Америці 5 грудня 2014 року Фільм був номінований на дві премії «Оскар»: «Найкраща жіноча роль» за гру Різ Візерспун і «Найкраща жіноча роль другого плану» за гру Лори Дерн.
У травні 2015 року Джин-Марк Валлі здобув нагороду National Arts Center Award, супутню нагороду генерал-губернатора Performing Arts Awards, яку присуджують артисту на знак визнання надзвичайних робіт за попередній рік виступу.
У наступному фільмі Валлі «Руйнація» (2015) головні ролі зіграли Джейк Джилленгол та Наомі Воттс, а у вересні 2015 року відкрився Міжнародний кінофестиваль.

### Велика маленька брехня
У 2017 році він став режисером і виконавчим продюсером відомого міні-серіалу HBO «Велика маленька брехня», вигравши премію «Еммі» за найкращу режисуру обмеженого серіалу, фільму або драматичного випуску.

### Гострі предмети
Джин-Марк Валлі також був режисером та виконавчим продюсером усіх епізодів Гострих предметів (Sharp Objects) для HBO у 2018 році Серіал оснований на романі Гіліян Флінн. У квітні 2021 року він і Натан Росс через Crazyrose підписали угоду з HBO та HBO Max.

## Особисте життя і смерть
Джин-Марк Валлі був одружений з Шанталь Кадьє майже 16 років, з 1990 по 2006 рік, що закінчилося розлученням. У родині народилося двоє дітей, Алекс та Еміль. Він був зроблений офіцером Ордену Канади (OC) від 11 травня 2017 року У 2020 році отримав звання офіцера Національного ордена Квебеку (OQ)
25 грудня 2021 року Джин-Марк Валлі помер у своєму шале в Бертьє-сюр-Мер, Квебек, у 58-річному віці

## Фільмографія

### Художні фільми
| Рік  | Назва                    | Режисер | Сценарист | Продюсер | Монтажер | Примітки    |
| ---- | ------------------------ | ------- | --------- | -------- | -------- | ----------- |
| 1995 | Чорний список            | Так     | Ні        | Ні       | Так      |             |
| 1997 | Лос Локос                | Так     | Ні        | Ні       | Так      |             |
| 1999 | Любов невдахи            | Так     | Ні        | Ні       | Так      |             |
| 2005 | C.R.A.Z.Y.               | Так     | Так       | Так      | Ні       | Також актор |
| 2009 | Молода Вікторія          | Так     | Ні        | Ні       | Ні       |             |
| 2011 | Кафе де Флор             | Так     | Так       | Так      | Так      | Також актор |
| 2013 | Далласький клуб покупців | Так     | Ні        | Ні       | Так      |             |
| 2014 | Дика                     | Так     | Ні        | Ні       | Так      |             |
| 2015 | Руйнація                 | Так     | Ні        | Ні       | Так      |             |

### Короткометражні фільми
| Рік  | Назва                               | Директор | Письменник | Виконавчий продюсер | Редактор |
| ---- | ----------------------------------- | -------- | ---------- | ------------------- | -------- |
| 1991 | Стереотипи (Stéréotypes)            | Так      | Ні         | Ні                  | Так      |
| 1995 | Чарівні квіти (Les Fleurs magiques) | Так      | Так        | Ні                  | Так      |
| 1998 | Чарівні слова (Les Mots magiques)   | Так      | Так        | Ні                  | Ні       |
| 2012 | Маленька Свинка                     | Ні       | Ні         | Так                 | Ні       |

### Телесеріали
| Рік       | Назва                  | Режисер  | Виконавчий продюсер | Монтажер | Примітки   |
| --------- | ---------------------- | -------- | ------------------- | -------- | ---------- |
| 2017–2019 | Велика маленька брехня | Season 1 | Так                 | Так      |            |
| 2018      | Гострі предмети        | Так      | Так                 | Так      | Miniseries |

## Прийом
Станом на 27 грудня 2021 року роботи режисера Джина-Марка Валлі мали таку критику та комерційний прийом.
| Фільм                     | Rotten Tomatoes     | Metacritic       | Бюджет               | Каса                 |
| ------------------------- | ------------------- | ---------------- | -------------------- | -------------------- |
| C.R.A.Z.Y.                | 100 % (31 відгук)   | 81 (5 відгуків)  | Н/Д                  | 3,7 мільйона доларів |
| Молода Вікторія           | 76 % (156 відгуків) | 64 (29 відгуків) | 35 мільйонів доларів | 29 мільйонів доларів |
| Кафе де Флор              | 64 % (55 відгуків)  | 53 (13 відгуків) | Н/Д                  | 1,2 мільйона доларів |
| Далласський клуб покупців | 92 % (264 відгуки)  | 79 (47 відгуків) | 5 мільйонів доларів  | 56 мільйонів доларів |
| Дикі                      | 88 % (278 відгуків) | 74 (47 відгуків) | 15 мільйонів доларів | 53 мільйони доларів  |
| Знесення                  | 54 % (209 відгуків) | 49 (42 відгуки)  | 10 мільйонів доларів | 4,4 мільйона доларів |

### Відзнаки
| Рік    | Фільм                     | Нагороди Оскар | Нагороди Оскар | Нагороди BAFTA | Нагороди BAFTA | Золотий глобус | Золотий глобус |
| Рік    | Фільм                     | Номінації      | Перемага       | Номінації      | Перемагає      | Номінації      | Перемагає      |
| ------ | ------------------------- | -------------- | -------------- | -------------- | -------------- | -------------- | -------------- |
| 2009   | Молода Вікторія           | 3              | 1              | 2              | 2              | 1              |                |
| 2013   | Далласський клуб покупців | 6              | 3              |                |                | 2              | 2              |
| 2014   | Дика                      | 2              |                | 1              |                | 1              |                |
| Всього | Всього                    | 11             | 4              | 3              | 2              | 4              | 2              |

### Подання режисерських робіт на премію Оскар
| Рік                                                  | Виконавець         | Фільм                     | Результат |
| ---------------------------------------------------- | ------------------ | ------------------------- | --------- |
| Премія Оскар за найкращу чоловічу роль               |                    |                           |           |
| 2013                                                 | Меттью Мак-Конагей | Далласький клуб покупців  | Перемога  |
| Премія Оскар за найкращу жіночу роль                 |                    |                           |           |
| 2014                                                 | Різ Візерспун      | Дикі                      | Номінація |
| Премія Оскар за найкращу чоловічу роль другого плану |                    |                           |           |
| 2013                                                 | Джаред Лето        | Далласський клуб покупців | Перемога  |
| Премія Оскар за найкращу жіночу роль другого плану   |                    |                           |           |
| 2014                                                 | Лора Дерн          | Дика                      | Номінація |